# Igor Cheremetieff
Igor Cheremetieff (ur. 6 lipca 1982) – francuski wrotkarz, trener wrotkarstwa, zawodnik freestyle slalomu.
Swój najlepszy wynik w światowym rankingu World Slalom Series uzyskał w 2008 roku, kiedy to zajmował pierwsze miejsce.